# Карлос Бальдомір

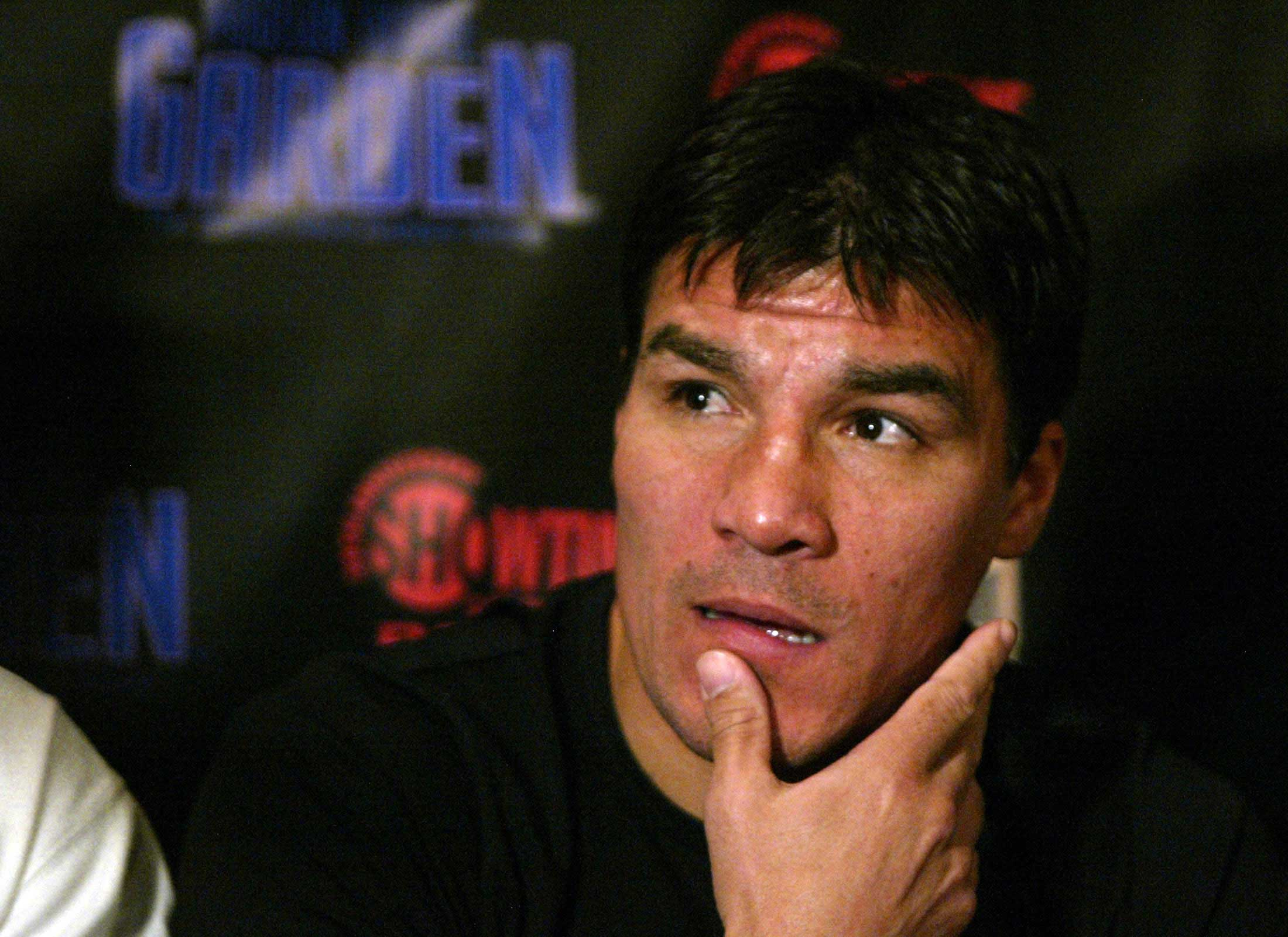

Карлос Мануель Бальдомір (ісп. Carlos Manuel Baldomir; 30 квітня 1971, Санта-Фе, Аргентина) — аргентинський боксер-професіонал, який виступав в 1-й середній ваговій категорії. Чемпіон світу в напівсередній (версія WBC, 2006) ваговій категорії. 31 липня 2019 року Бальдоміра засудили до 18 років позбавлення волі за розбещення своєї 8-річної доньки протягом 2 років. У березні 2020 року поширилися неправдиві чутки про те, що Бальдомір був убитий під час бунту у в'язниці після того, як в інтернеті було опубліковано фотографію померлого в'язня, який мав схожість з боксером.